# Johannes Driehuis
Joannes Hendricus Aloijsius Maria (Johannes) Driehuis (Amsterdam, 1910 – Vught, 20 juni 1947) was een Nederlands collaborateur.
Driehuis had vanaf 1941 verschillende bewakersfuncties in Kamp Erika bij Ommen. In 1944 werd hij hoofd van het dependancekamp in het Duitse Heerte, waar veel gevangenen omkwamen door wreedheden van gefrustreerde bewakers en medegevangenen (middels het kaposysteem).
Zijn laatste functies waren die van KK-officier/Halbzugführer.
Op 3 juni 1946 werd hij door het Bijzonder Gerechtshof 's-Hertogenbosch ter dood veroordeeld wegens opzettelijke hulpverlening aan de vijand in tijd van oorlog, welke hulpverlening mede bestond uit het mishandelen van gevangenen in Kamp Erika. Na afwijzing van zijn gratieverzoek werd hij 20 juni 1947 geëxecuteerd te Vught.